# Exocentrus moerens
Exocentrus moerens là một loài bọ cánh cứng trong họ Cerambycidae.